# Miturias
Las Miturias eran unas fiestas que se celebraban en Dieppe (Francia) el día de la Asunción de la Virgen (15 de agosto) o al día siguiente.
Las miturias se instituyeron en honor de la Virgen María, al ser liberada la ciudad del poder de los ingleses en 1413. 
Estas fiestas tenían el carácter burlesco propio de las fiestas de la Edad Media y fueron suprimidas en 1660 después de un viaje que realizaron a Dieppe Luis XIV y su madre, quienes se escandalizaron de la licencia de dichas fiestas.